# Dendrodorididae
Famille
Les Dendrodorididae forment une famille de mollusques de l'ordre des nudibranches.

## Liste des genres
Selon World Register of Marine Species, prenant pour base la taxinomie de Bouchet & Rocroi (2005), on compte deux genres :
- Dendrodoris Ehrenberg, 1831
- Doriopsilla Bergh, 1880

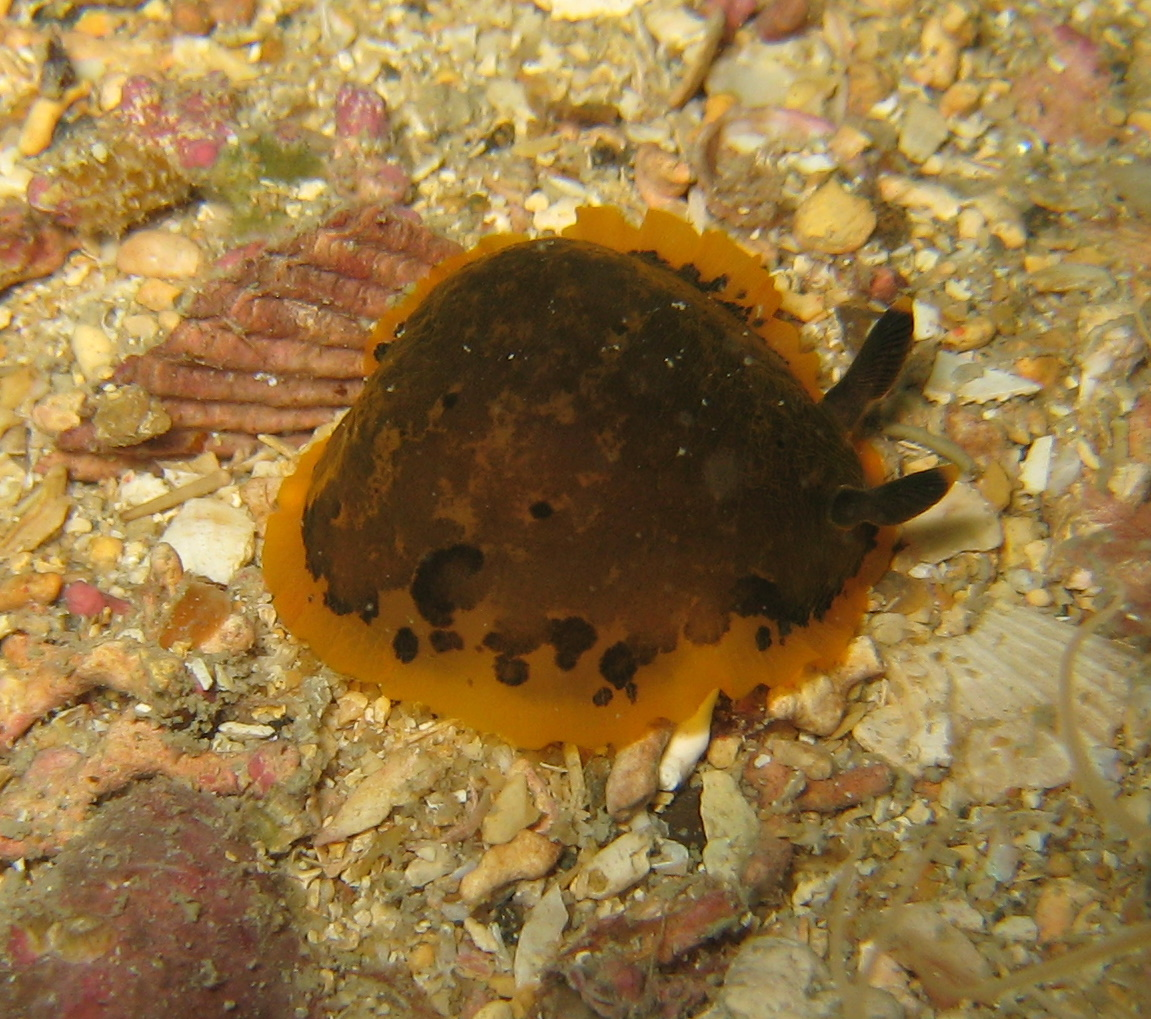
Dendrodoris limbata
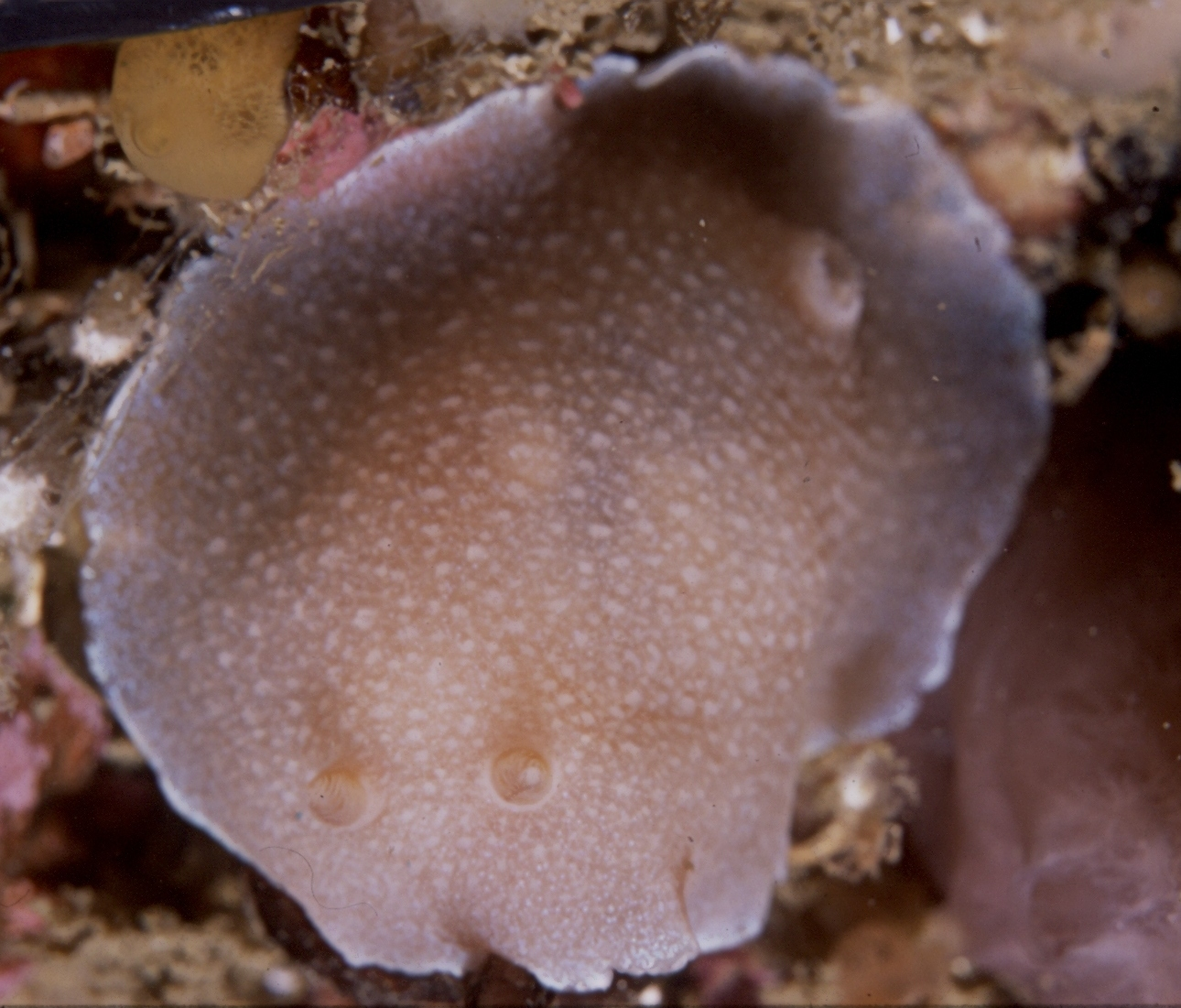
Doriopsilla capensis